# Meurthe-et-Moselle
Meurthe-et-Moselle är ett franskt departement i regionen Grand Est. I den tidigare regionindelningen som gällde fram till 2015 tillhörde Meurthe-et-Moselle regionen Lorraine.
Huvudort är Nancy. Departementet har fått sitt namn efter floderna Meurthe och Mosel. 